# Domnall mac Cathail
Domnall mac Cathail (mort en 714) est un possible co-roi de Connacht issu des Uí Briúin une branche des Connachta. Il est le fils de Cathal mac Rogallaig (mort en 680) et le petit-fils d'un précédent souverain Rogallach mac Uatach (mort en 649). Il semble qu'il soit co-régent d'Indrechtach mac Muiredaig le fils de son cousin germain de 707 à 714.

## Hypothèse
Bien figurant dans les Listes de Rois il est ommis par les Annales à l'exception du Chronicon Scotorum qui le mentionne comme roi de Connacht dans l' obit de sa mort en 715 . Il doit avoir accéder au trône en 707 à la suite de la mort de Indrechtach mac Dúnchado Muirisci,  tué par les Ui Neill du Nord. Dan ce contexte il peut cependant avoir exercé une corégence avec ce même Indrechtach mac Muiredaig pendant la période 707 à 714.
.

## Sources
- (en) Francis John Byrne, Irish Kings and High-Kings, Londres, Batsford, 1973 (ISBN 0-7134-5882-8), p. 300 Tableau 20
- (en) T.W Moody, F.X. Martin, F.J. Byrne A New History of Ireland IX Maps, Genealogies, Lists. A companion to Irish History part II . Oxford University Press réédition 2011  (ISBN 9780199593064) Kings of Connacht to 1224 p. 138.